# Anthelephila sulcicollis
Anthelephila sulcicollis là một loài bọ cánh cứng trong họ Anthicidae. Loài này được Pic miêu tả khoa học năm 1907.